# عين السلطان

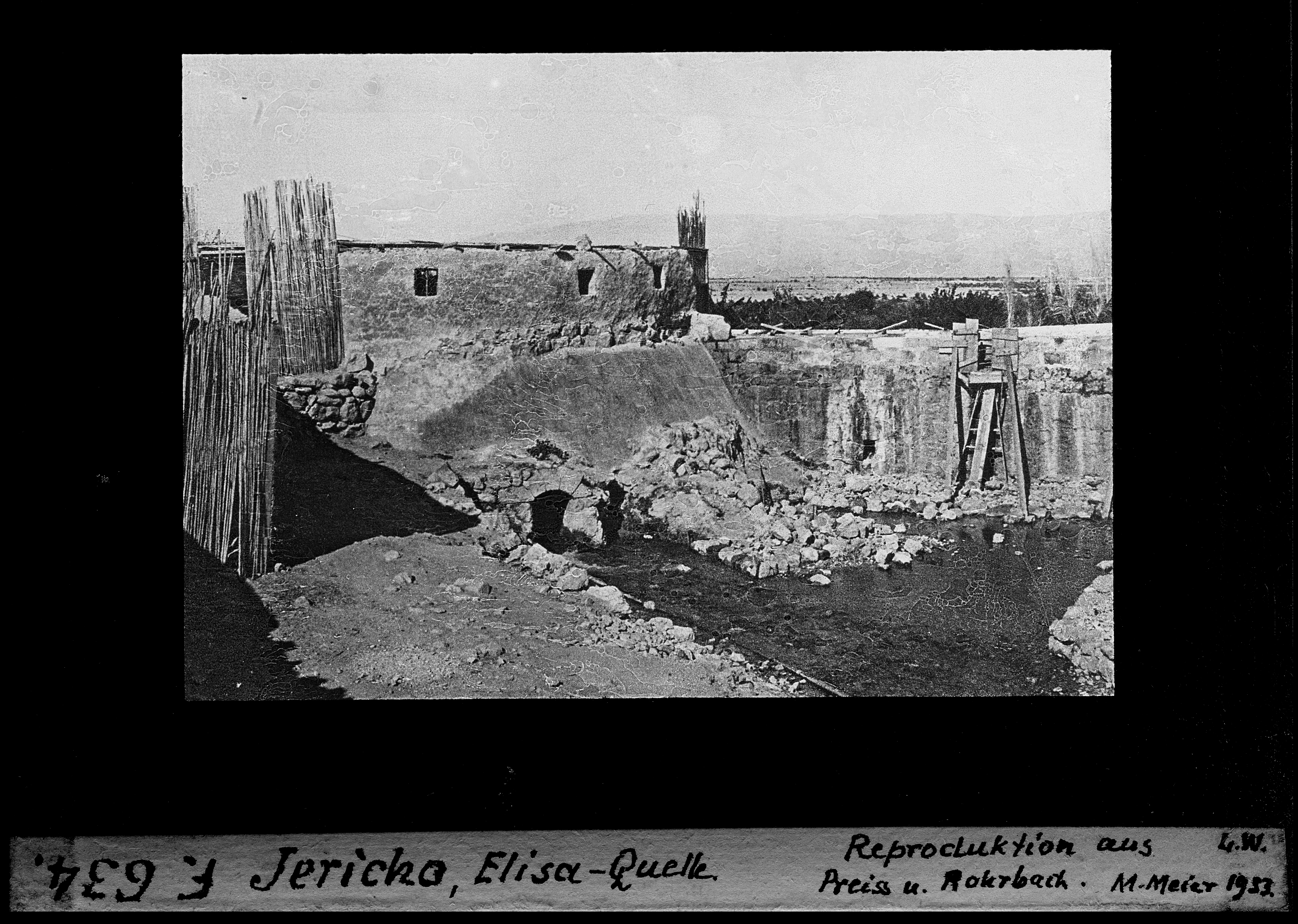
ربيع إليشا، عشرينيات القرن العشرين

عين السلطان هي نبع طبيعي في أريحا، في موقع أريحا القديمة، والتي تم تحديدها مع التل (التل الأثري) المعروف باسم تل السلطان.
ويعرف عند اليهود والمسيحيين باسم عين إليشع، استناداً إلى قصة توراتية عن النبي إليشع (انظر 2 ملوك 2: الأفعال المبكرة لإليشع: جلب الحياة والموت (2: 19-25). وفي العصور الوسطى، كانت تُعرف أيضًا باسم نافورة إليشع. 

## علم أصول الكلمات
عين هي كلمة عربية تعني الربيع، سلطان تعني الحاكم، الملك. تشمل المتغيرات الإملائية البديلة 'ein، ain، 'ain، ayn، و 'ayn، وللمقالة المحددة el، al، و as.

## تاريخ
كانت أول مستوطنة دائمة تم بناؤها بالقرب من أريحا القديمة في تل السلطان، بجانب نبع عين السلطان، بين عامي 8000 و7000 قبل الميلاد، وتتكون من عدد من الجدران، ومزار ديني، وبرج يبلغ ارتفاعه 23 قدمًا (7.0 مترًا) مع درج داخلي. وبعد بضعة قرون، تم التخلي عنها لإقامة مستوطنة ثانية في عام 6800 قبل الميلاد بالقرب منها. 
بالنسبة لليهود والمسيحيين، يُعرف نبع عين السلطان باسم "نبع إليشع"، بعد القصة التوراتية عن تطهيره على يد النبي إليشع. قام البيزنطيون ببناء كنيسة مقببة قريبة مخصصة للقديس إليسيوس (إليشع باليونانية). 
قام الصليبيون بتحسين طواحين المياه في عين السلطان. 

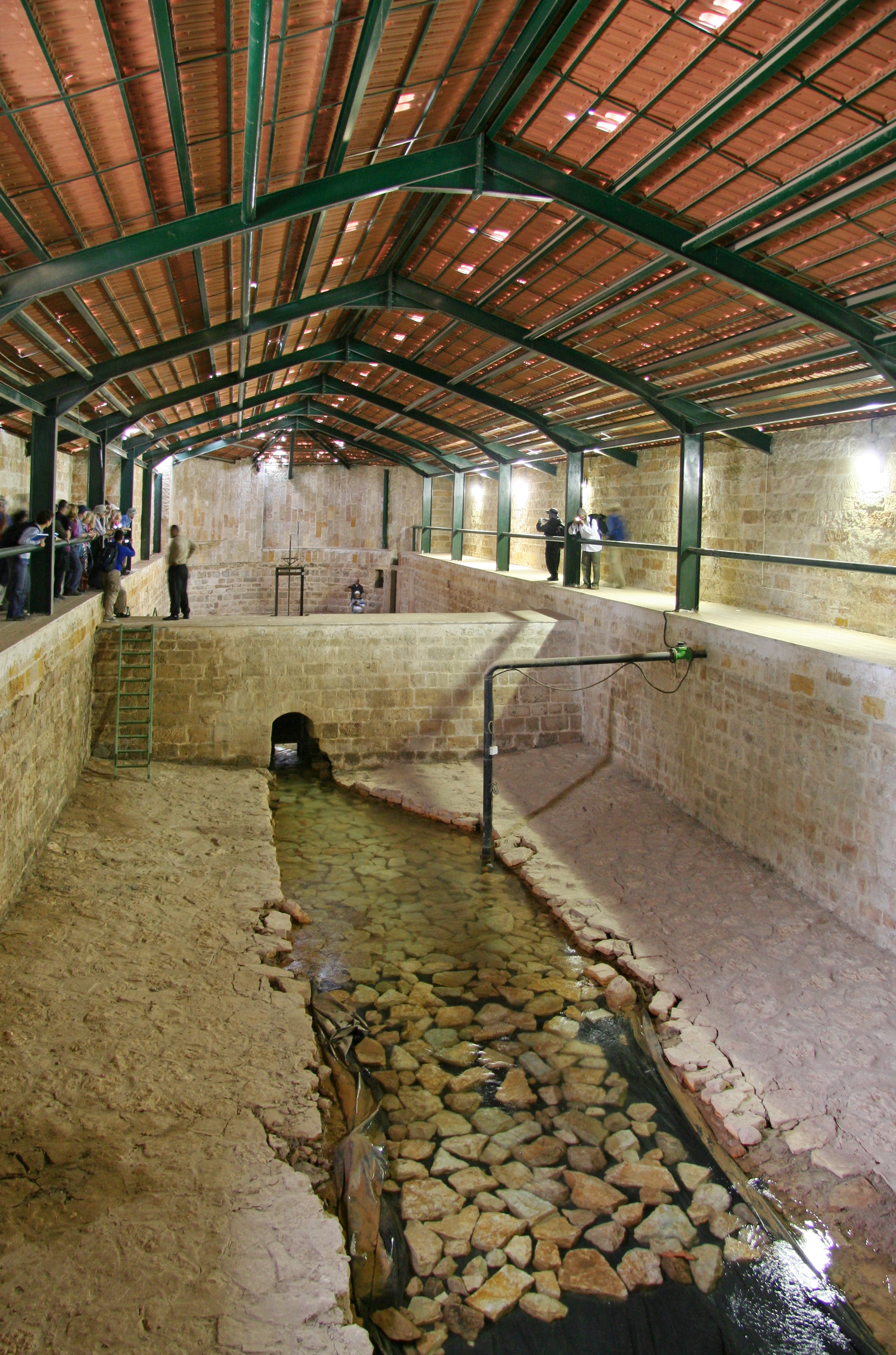
الربيع، الآن داخل مبنى وقائي

في عام 2010، شهد الربيع نهاية برنامج إعادة التأهيل الذي استمر لمدة عام.  بحلول عام 2000، تم تشييد مبنى وقائي يساعد على تجنب تلوث المياه فوق الربيع، وبحلول عام 2010 شملت إعادة التأهيل المرافق القديمة، والحفاظ على البقايا الأثرية، وأعمال تنسيق الحدائق في الموقع لأغراض السياحة.  تولت حكومة إيطاليا قيادة وتمويل المشروع، بدعم من برنامج الأمم المتحدة الإنمائي - برنامج مساعدة الشعب الفلسطيني (UNDP-PAPP)، كجزء من جهود تطوير شبكات المياه في أريحا والخليل. 